# エステルの饗宴におけるアハシュエロス王とハマン
『エステルの饗宴におけるアハシュエロス王とハマン』（エステルのきょうえんにおけるアハシュエロスおうとハマン、蘭: Ahasveros en Haman aan het feestmaal van Esther, 英: Ahasuerus and Haman at the Feast of Esther）は、オランダ黄金時代の巨匠レンブラント・ファン・レインが1660年に制作した絵画である。油彩。主題は『旧約聖書』「エステル記」で語られている宰相ハマンを告発する王妃エステルから取られている。プロイセン王国の商人・美術収集家ヨハン・エルンスト・ゴッツコフスキー、ロシア皇帝エカチェリーナ2世のコレクションに含まれていたことが知られており、現在はモスクワのプーシキン美術館に所蔵されている。

## 主題
「エステル記」によると、両親を失くしたユダヤ人の娘エステルは同じユダヤ人のモルデカイに引き取られて養育された。のちにエステルはペルシア王アハシュエロス（クセルクセス1世）の新しい王妃として、国中の美しい乙女たちの中から選ばれたが、エステルは自分がユダヤ人であることを王に明かさなかった。あるときアハシュエロスに仕える宰相ハマンは、エステルの養父モルデカイが自分に対して敬礼しなかったため、怒って帝国内のユダヤ人を滅ぼすことを決定した。そのためエステルはユダヤ人を助けるため、王に召されていない者が王と会見することは死刑になるところを、王妃の身なりを整えて王に会いに行った。そして王とハマンを酒宴に招き、2日目の宴の席で自分がユダヤ人であることを明かし、同胞が殺されようとしていること、その首謀者がハマンであることを告げた。エステルの行動によってハマンは権力の座から失墜し、モルデカイを死刑にするために用意した柱にかけられ、10人の息子たちもまた殺された。

## 作品

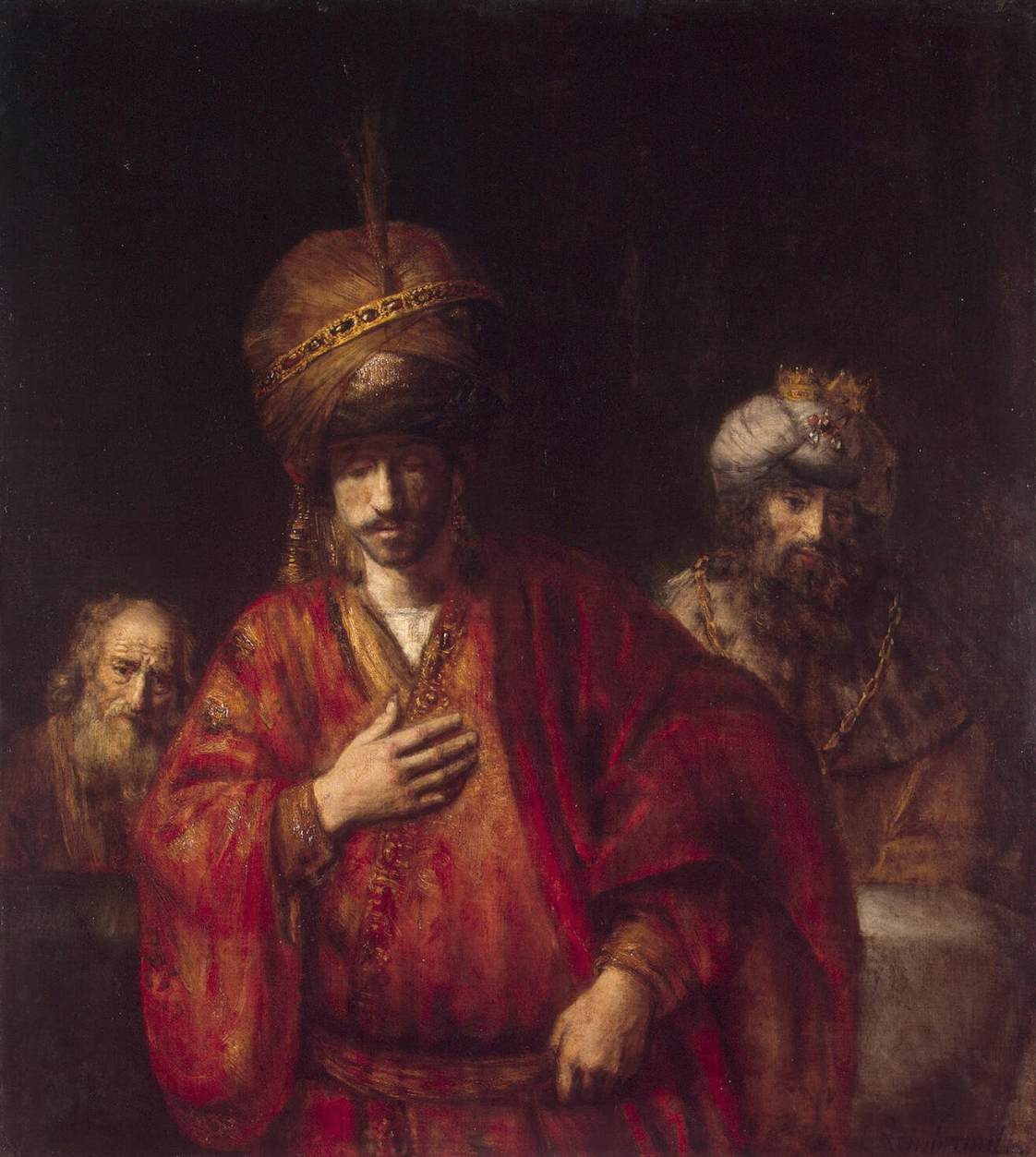
同じくセルウーテルスの演劇に触発されて描かれたと目されるレンブラントの絵画『運命を悟るハマン』。1665年頃。エルミタージュ美術館所蔵。

レンブラントはアハシュエロス王と宰相ハマンをもてなす王妃エステルを描いている。エステルはアハシュエロス王の前でハマンの陰謀を告発し、自らの出身であるユダヤの民を救うよう懇願している。画面右のエステルは真珠のイヤリングやネックレス、ブレスレットを身に着けているだけでなく、まとったドレスも貴重な宝石をふんだんに飾りつけているかのように輝いている。アハシュエロス王への懇願を終えた彼女の横顔は不安に満ちている。その隣に座ったアハシュエロス王はターバンを被り、その上に王冠を戴いている。王はハマンに対する怒りで唇をすぼめ、右手に握りしめた王笏でテーブルを叩いている。画面左、テーブルの反対側に座ったハマンのうなだれたポーズは破滅の感覚を明らかに示している。エステルが暗い闇を打ち破るかのように画面の最も明るい場所に配置されているのに対し、ハマンは影の中に沈み込み、ワインの入った杯をじっと見つめている。
後期レンブラントの芸術言語は姿勢や身振りの点では抑制されているが、心理洞察は最大限に引き出されている。描かれている人物像はエステル、アハシュエロス王、ハマンのみであり、酒宴の描写は物語のどの場面であるかを示している。そして抑制されつつも3人の登場人物のドラマティックな葛藤の表現は雄弁であり、場面は緊張感と疑惑に満ちている。
レンブラントに欠かせないのは人々の運命、思考と行動であり、人間の本質、悪の原因、拒絶と孤独、道徳的勇気についての考察である。原罪と贖いの象徴であるリンゴとブドウが宴席のテーブルの上に置かれているのは偶然ではなく、丸い皿は運命の女神フォルトゥナが持つ車輪を連想させる。
レンブラントはおそらく1659年6月にアムステルダムで上演された、劇作家ヨアネス・セルウーテルスの演劇『エステル、またはユダヤ人の解放』（Hester, oft verlossing der Jooden）に触発されて本作品を制作した。セルウーテルスはこの演劇をアムステルダムの市長を6回務めた商人ヨアン・ハイトコーペル・ファン・マーシェヴェーンの娘レオノーラ・ハイトコーペル（Leonore Huydecoper）に捧げた。レオノーラは裕福な織物商人であり美術収集家のヤン・ヤコブソン・ヒンローペンの妻であった。そこで夫のヒンローペンは本作品をレンブラントに注文したのではないかと考えられている。
保存状態は良くない。複雑な修復を4回受けている。

## 来歴

ヘラルド・ホート2世およびゴッツコフスキーのコレクションに由来するレンブラントの絵画の1つ『ポティファルの妻に告発されるヨセフ』。1655年。ワシントン・ナショナル・ギャラリー所蔵。

本作品の制作経緯や発注の状況は不確かであるが、絵画が早い段階でヒンローペンのコレクションに入ったことは確実である。制作から2年後の1662年、アムステルダムの詩人ヤン・ヴォスの詩がアムステルダムで出版された。この詩集にはヒンローペンが所有する絵画に関する8つの詩が含まれており、その最初の詩はレンブラントのエステルとアハシュエロス王によって饗応されるハマンを描いた絵画に捧げられている。画家・著述家アルノルト・ホウブラーケンは1719年のレンブラントの伝記の中でヤン・ヴォスの詩を収録しており、1666年に死去したヒンローペンを絵画の前所有者として言及している。ヒンローペンの死後、絵画は娘のサラ・ヒンローペン（Sara Hinloopen, 1660年-1749年）に遺贈されたらしい。サラと夫であるニコラス・ヘールヴィンク（Nicolaas Geelvinck）との間には子供が生まれなかったため、彼女は義理の兄弟ヨアン・ヘールヴィンク（Joan Geelvinck）の孫で、夫と同名のニコラス・ヘールヴィンクを相続人とし、自身の財産をヘールヴィンクの一族に遺している。その後、絵画は画家ヘラルド・ホートの同名の息子で、画家・美術収集家のヘラルド・ホート2世（Gerard Hoet II, 1698年-1760年）のコレクションに加わった。ニコラスが絵画を手放した時期はよく分かっていない。しかしヘラルド死後の1760年8月25日の競売で7点のレンブラントの絵画を含む彼の220のコレクションが売却された際に、ニコラス・ヘールヴィンクのキャビネットに飾られていたと説明されている。この競売で絵画を購入したのが、プロイセンの商人ヨハン・エルンスト・ゴッツコフスキーであった。ゴッツコフスキーは1750年頃から絵画を収集していたが、1763年にロシアから購入した穀物の代金を支払うことができなかったとき、翌1764年に自身の所有する他の224点の絵画とともに本作品をエカテリーナ2世に売却した。この大規模購入を契機としてエルミタージュ美術館が設立されることになった。絵画は1862年までエルミタージュ美術館に所蔵されたのち、同年に開館したモスクワのルミャンツェフ美術館に移された。しかし同美術館の収蔵品が増加したため、1924年にプーシキン美術館に移され、現在に至っている。